# Duitsland op het Eurovisiesongfestival 1956
Schlager & Chansons was de West-Duitse voorronde voor het allereerste Eurovisiesongfestival. Lys Assia nam ook deel aan het Zwitserse Concours Eurovision en won uiteindelijk het Songfestival voor Zwitserland. Hoewel Freddy Quinn niet had deelgenomen aan de wedstrijd werd hij wel afgevaardigd naar het Songfestival in Lugano.

## Uitslag
| Nr. | Artiest                     | Lied                          |
| --- | --------------------------- | ----------------------------- |
| 1   | Lys Assia                   | Ein kleiner goldner Ring      |
| 2   | Rolf Baro                   | ?                             |
| 3   | Eva Busch                   | ?                             |
| 4   | Angèle Durand               | ?                             |
| 5   | Margot Eskens               | ?                             |
| 6   | Friedel Hensch & Die Cyprys | ?                             |
| 7   | Margot Hielscher            | ?                             |
| 8   | Bibi Johns                  | ?                             |
| 9   | Gerhard Wendland            | ?                             |
| 10  | Walter Andreas Schwarz      | Im Wartesaal zum großen Glück |
| 11  | Hans Arno Simon             | ?                             |

1956 · 1957 · 1958 · 1959 · 1960 · 1961 · 1962 · 1963 · 1964 · 1965 · 1966 · 1967 · 1968 · 1969 · 1970 · 1971 · 1972 · 1973 · 1974 · 1975 · 1976 · 1977 · 1978 · 1979 · 1980 · 1981 · 1982 · 1983 · 1984 · 1985 · 1986 · 1987 · 1988 · 1989 · 1990 · 1991 · 1992 · 1993 · 1994 · 1995 · 1996 · 1997 · 1998 · 1999 · 2000 · 2001 · 2002 · 2003 · 2004 · 2005 · 2006 · 2007 · 2008 · 2009 · 2010 · 2011 · 2012 · 2013 · 2014 · 2015 · 2016 · 2017 · 2018 · 2019 · 2020 · 2021 · 2022 · 2023 · 2024 · 2025
België · Frankrijk · Italië · Luxemburg · Nederland · West-Duitsland · Zwitserland